# Puente de Castrotorafe
El puente Castrotorafe fue un puente medieval que permaneció en servicio desde el siglo XII al siglo XV, situado sobre el río Esla en Castrotorafe, que hoy uniría los municipios de Perilla de Castro (por La Encomienda) y San Cebrián de Castro, provincia de Zamora, en España.
El puente de Castrotorafe, recibe su nombre del despoblado de Castrotorafe, una fortaleza medieval del siglo XII de la que se conservan sus ruinas. La infraestructura permanece sumergida habitualmente, pero en ocasiones de baja cota de agua del embalse de Ricobayo se aprecian las ruinas de este antiguo puente medieval de doce arcos que salvaba el cauce del Esla. Los restos mejor conservados son las pilas de los arcos en la margen de La Encomienda.

## Historia
La villa de Castrotorafe se fundó en 1129 cuando Alfonso VII le concede fueros y demarcación sobre un poblado anterior. Cincuenta años después, en 1176 fue otorgada a la recién creada Orden de Santiago para que estableciera en ella su encomienda principal, y en manos de esta orden militar estuvo hasta 1493. Su alfoz comprendía los pueblos de Fontanillas, San Cebrián, San Pelayo, Piedrahíta, Villalba de la Lampreana, Olmillos y Perilla. La importancia de la villa residía en la gestión estratégica del paso de este puente sobre el río Esla que cruzaba caminos entre los reinos de León, Castilla, Galicia y Portugal.
El puente se construyó en el siglo XII, aunque algunos investigadores sostienen que se reconstruyó sobre otro romano, algo que no está demostrado. La importancia del mismo radicó en los beneficios fiscales que producía su paso, ya que se trataba de un puente de peaje en la Edad Media, donde su tránsito se permitía tras pagar el portazgo. Estas rentas permitieron, por ejemplo, la ampliación de la catedral de Zamora a principios del siglo XIII, cuando en 1206, Urraca de Portugal, viuda de Fernando II de León, quien se la había dado en arras, junto con su hijo Alfonso IX de León, conceden la mitad del portazgo del puente de Castrotorafe a la catedral de Zamora para las obras de su claustro. Su derrumbe es considerado uno de los principales factores que motivaron el despoblamiento de la villa.

## Características
Para la construcción del viaducto se aprovechó un remanso del río, originado por la curva que realiza a unos metros aguas arriba. Arqueólogos sitúan su construcción a finales del siglo XII, señalando que constaba de doce o más arcos, hundidos sobre pilas de corte poligonal contra la corriente y espolones a la parte contraria, con bien torpe criterio. Estaba construido en sillería gruesa.
El imponente sistema de fortificaciones de la villa tuvo siempre en cuenta la defensa del puente, pues desde el ángulo noroeste del castillo un muro descendía a modo de coracha hacia el río, donde se localizan los restos de una atalaya con espolón que servía para aprovisionamiento de agua y vigilancia.
En el siglo XV estaba ya en estado ruinoso, según información recogida por la visita a la encomienda santiaguista en 1494: “Visytamos una puente que está baxo de la fortaleza en dicho Ryo, la cual está cayda, los arcos de ella, salvo tres que están sanos, y todos los pilares de los otros paresçen ençima del agua grand parte; fuemos ynformados que no saben sy se cayó o sy la derrocaron porque no ay memorya de onbres que dello se acuerden". La ruina del puente mermó, sin duda, la prosperidad de la villa. De hecho, a partir del siglo XVI las referencias a esta villa escasean en las colecciones diplomáticas.
Los restos de sus cimientos se encuentran sumergidos bajo el Esla, pero se mantienen en pie cuatro pilas, hechas de sillería gruesa, sobre las peñas de la margen de La Encomienda de Perilla de Castro.